# Vállasjávrátja
Vállasjávrátja, enligt tidigare ortografi Vallasjauratjah, är en sjö i Jokkmokks kommun i Lappland och ingår i Luleälvens huvudavrinningsområde. Sjön har en area på 0,137 kvadratkilometer och ligger 696 meter över havet. Vállasjávrátja ligger i Sarek Natura 2000-område. Sjön avvattnas av vattendraget Rittakjåhkå.

## Delavrinningsområde
Vállasjávrátja ingår i det delavrinningsområde (744125-158731) som SMHI kallar för Ovan 743883-159075. Medelhöjden är 701 meter över havet och ytan är 12,67 kvadratkilometer. Det finns inga avrinningsområden uppströms utan avrinningsområdet är högsta punkten. Rittakjåhkå som avvattnar avrinningsområdet har biflödesordning 4, vilket innebär att vattnet flödar genom totalt 4 vattendrag innan det når havet efter 307 kilometer. Avrinningsområdet består mestadels av skog (53 procent) och öppen mark (31 procent). Avrinningsområdet har 0,62 kvadratkilometer vattenytor vilket ger det en sjöprocent på 4,9 procent.